# Pantan Reduk (Ketol)
Pantan Reduk is een bestuurslaag in het regentschap Aceh Tengah van de provincie Atjeh, Indonesië. Pantan Reduk telt 411 inwoners (volkstelling 2010).